# Битва при Майя
В битве при Майя (25 июля 1813 года) имперский французский корпус во главе с Жан-Батистом Друэ, графом д’Эрлоном, атаковал 2-ю британскую дивизию под командованием Уильяма Стюарта на перевале Майя в западных Пиренеях. Несмотря на внезапность атаки, численно уступающие врагу британские солдаты сражались самоотверженно, причинив французам больший урон, чем понесли сами. К полудню французы стали одерживать верх и начали продвигаться вперед, но запоздалое прибытие бригады из 7-й британской дивизии стабилизировало ситуацию. Британские войска ускользнули под покровом ночи, а французы не преследовали их. Битва при Майя произошла во время Пиренейских войн и была частью битвы при Пиренеях, которая завершилась значительной победой союзников.

## Предыстория
21 июня 1813 года в битве при Витории Артур Уэлсли, маркиз Веллингтон, одержал значительную победу над французской армией короля Жозефа Бонапарта и маршала Жан-Батиста Журдана. Ценой 5 тыс. жизней союзники разбили французов, которые потеряли 8 тыс. человек и всю артиллерию, кроме одной гаубицы. Испанское королевство Жозефа Бонапарта было безвозвратно потеряно, в то время как враги императора Наполеона были воодушевлены на продолжение войны Шестой коалиции. В руках французов оставались две основные испанские крепости, Сан-Себастьян и Памплона. Веллингтон начал осаду Сан-Себастьяна, используя для этого осадную артиллерию. Одновременно испанские войска вели осаду Памплоны, но без осадных орудий им пришлось морить французский гарнизон голодом.
12 июля 1813 года маршал Никола Жан де Дьё Сульт стал новым командующим французской армией. Сразу после этого Сульт упразднил предыдущие армейские подразделения и включил в новую армию Испании имеющиеся у него 72 тыс. человек пехоты и 7 тыс. кавалеристов. Новая армия включала в себя резерв и три так называемых «лейтенантства», которые фактически были армейскими корпусами. Наполеон поручил Сульту «восстановить мои дела в Испании и сохранить Памплону и Сан-Себастьян». В Витории французским артиллеристам пришлось бросить 151 орудие, но им удалось забрать своих лошадей. Поэтому для перевооружения французских батарей было достаточно использовать большое количество пушек, хранящихся в арсенале Байонны. Девять пехотных дивизий получили 72 орудия, две кавалерийские дивизии 12, резерв 32 и артиллерийский резерв 24, в общей сложности 140 орудий.

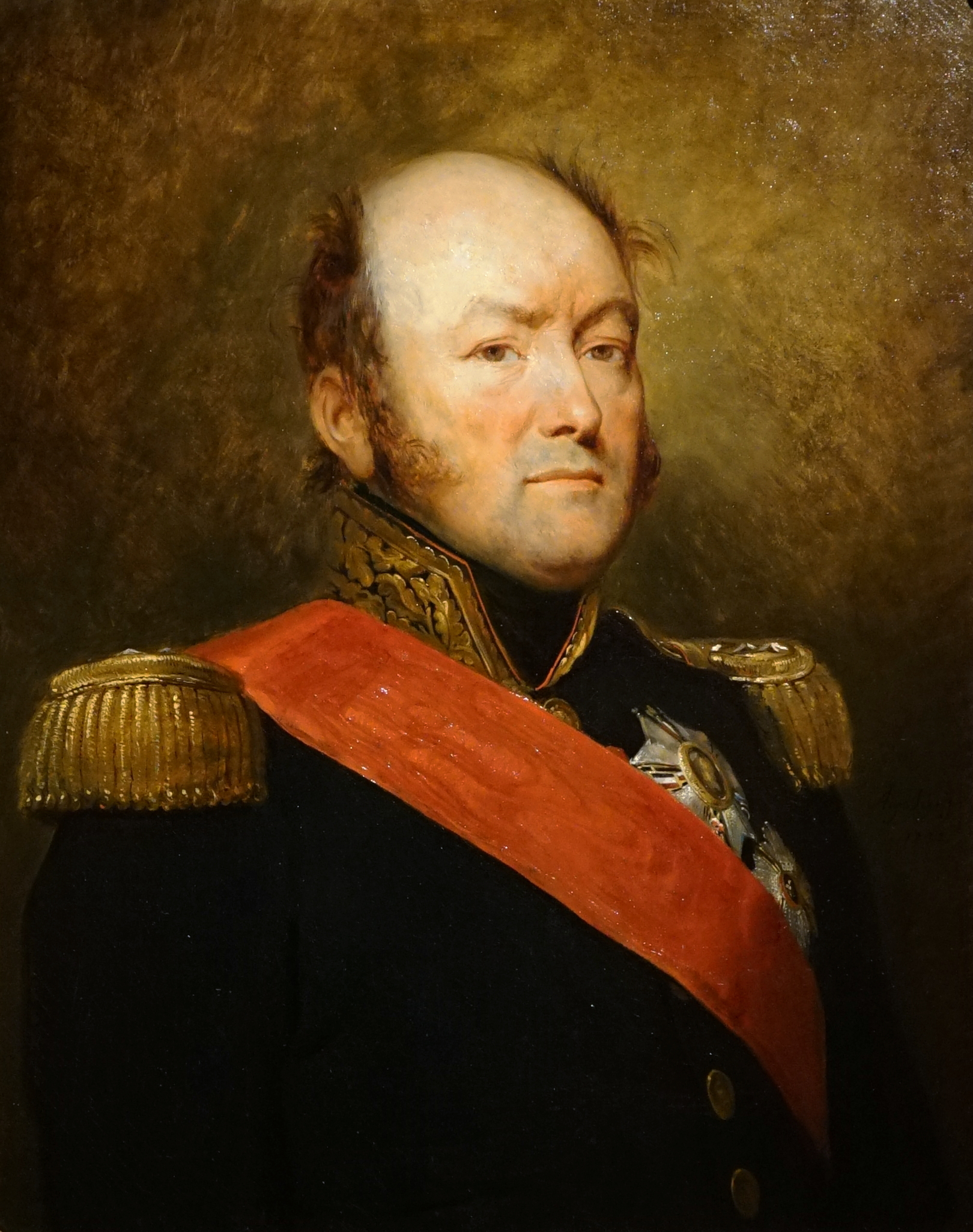
Граф д’Эрлон

Д’Эрлону было поручено командование центральным лейтенантством в 20 957 человек. Сюда входили пехотные дивизии Жана Бартелеми Дарманьяка, Луи Жана Николя Аббе и Жан-Пьера Марансена. Оноре Шарль Рей руководил правым лейтенантством в 17 235 человек, которое состояло из подразделений Максимильена Себастьена Фуа, Антуана Луи Попона де Мокюна и Тома Миньо де Ламартиньера. Бертран Клозель взял на себя руководство левым лейтенантством в 17 218 человек, которое состояло из дивизий Николя Франсуа Конру, Любена Мартена Вандермезена и Элуа Шарльманя Топена. Путаницы добавляло то, что лейтенантства не сражались на первоначально назначенных им позициях, и так называемый центр д’Эрлона в июле 1813 года фактически сражался справа. Резерв из 17 254 человек находился под командованием Эжен-Казимира Вийята. 7147 кавалеристов были разделены на две дивизии под руководством Анн Франсуа Шарля Трельяра и Пьер-Бенуа Сульта.
На рассвете 8 июля французы покинули перевал Майя. Роланд Хилл занял его двумя британскими бригадами, в то время как португальские подразделения удерживали проходы Испеги и Бердерис дальше на востоке. В конце июля англо-португальская 5-я дивизия осадила Сан-Себастьян, 1-я дивизия и испанские части защищали линию реки Бидасоа на побережье, Лёгкая дивизия находилась в Вера-де-Бидасоа, 7-я дивизия в Эчаларе, 2-я дивизия удерживала перевал Майя, португальская дивизия находилась дальше на юге, 6-я дивизия вернулась в Сантестебан, 4-я дивизия удерживала Ронсевальское ущелье, а 3-я дивизия находилась в резерве в Олаге. 2-я и португальская дивизии были приданы корпусу Хилла. Веллингтон писал: «Мы не так сильны, как должны были быть».
Сульт стремился освободить Памплону, направив д’Эрлона на перевала Майя, в то время как Рей и Клозель атаковали перевал Ронсеваль дальше на юго-востоке. Вийят должен был выступить против союзников вдоль побережья. После прорыва обороны союзников на перевалах французские колонны должны были сойтись в Памплоне. Войскам Рея, которые были расположены на побережье, было приказано идти далеко вглубь страны, чтобы присоединиться к войскам Клозеля. Поскольку проливные дожди смыли мост, наступление началось на один день позже намеченного, чтобы позволить людям Рея наверстать упущенное.

## Битва

### Планы сторон

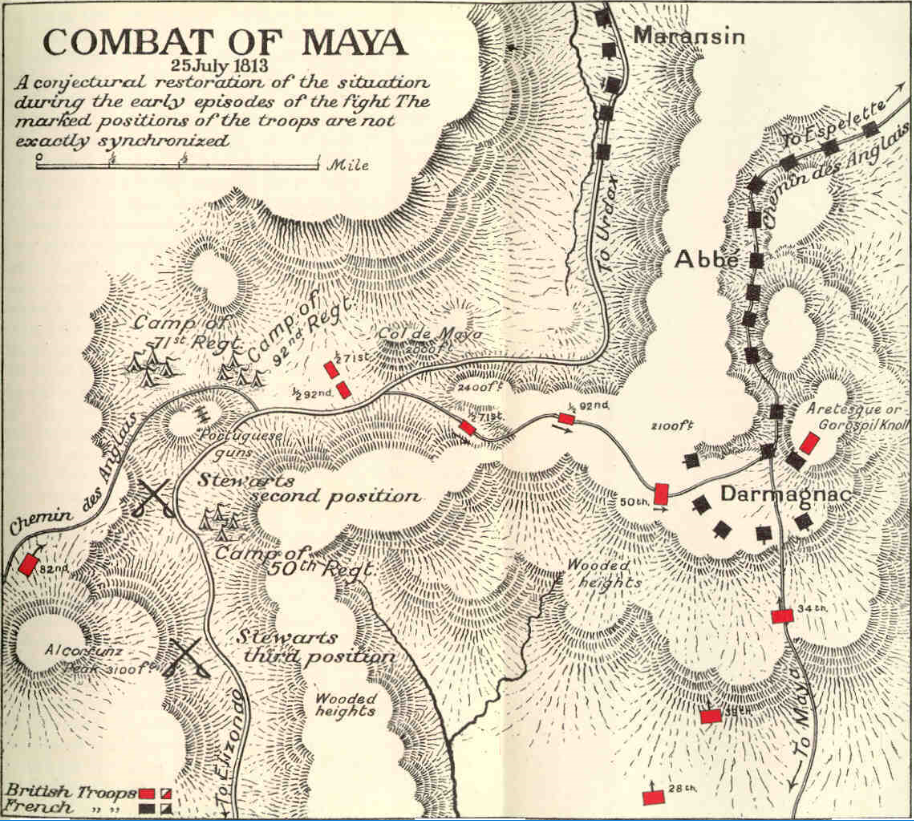
Битва при Майя в реконструкции Чарльза Омана (1922 г.)

Хилл командовал обороной союзников от перевала Майя на юг до Альдюда. Перевал Майя защищали британские бригады Уильяма Генри Прингла и Джона Кэмерона из 2-й дивизии Уильяма Стюарта. Португальская бригада Чарльза Эшворта, также из 2-й дивизии, находилась дальше на юг у перевала Испегу. Португальская дивизия Франсиско Сильвейры продолжала линию фронта на юг, где бригада Иполито да Коста контролировала перевал Бердерис, а бригада Арчибальда Кэмпбелла была размещена на высотах над Альдюдом. Историк Чарльз Оман утверждал, что оборонительные меры Стюарта были «нелепо неполными». У французов были большие силы в Урдаксе на расстоянии всего в 4 мили (6 км), но разведывательные патрули не рассылались. Бригада Кэмерона с четырьмя пушками из португальской батареи Да Куньи была хорошо расположена на главной дороге в западном конце седловины перевала Майя, но в восточном конце на холме Аретеск был только пикет из 80 человек. Бригада Прингла разбила лагерь на расстоянии в 2,5 мили (4,0 км) на юг в деревне Майя, в то время как четыре лёгкие роты бригады расположились ближе к перевалу Майя.
Чтобы отвлечь внимание союзников от основного нападения, Сульт приказал местной французской национальной гвардии провести обманную атаку в Альдюде. На рассвете 25 июля 1813 года бригада Кэмпбелла атаковала и разбила этих плохо обученных ополченцев. Услышав мушкетные выстрелы, Хилл поехал из своей штаб-квартиры, находящейся в Элизондо, в Альдюд, чтобы выяснить причину стрельбы, оставив таким образом свой штаб без начальства. Это было в компетенции Хилла, так как бригада Кэмпбелла была частью его корпуса. Менее простительно то, Стюарт также поехал в Альдюд, заслышав стрельбу, оставив 2-ю дивизию практически без руководства. В отсутствие Стюарта командование дивизией перешло к бригадному генералу Принглу, который прибыл в Испанию двумя днями ранее и был незнаком с местностью.
Главная дорога через перевал Майя поднимается с французской стороны до испанской деревни Урдакс. Из Урдакса дорога поднимается к перевалу, а затем спускается к Элизондо. Восточнее проходит дорога Гороспил, которая поднимается из французской деревни Эспелет перед тем, как пройти мимо холма Аретеск. Затем она поворачивает на запад вдоль хребта Майя и пересекает главную дорогу. Дорога Гороспил позже стала известна как Chemin des Anglais (Путь англичанина) после того, как британцы её улучшили. Перед хребтом Майя была обширная мёртвая зона, и д’Эрлон решил этим воспользоваться. Он послал дивизию Марансена по главной дороге, но приказал оставаться вне поля зрения британцев, пока две другие дивизии не захватят восточный край хребта. В то утро дивизия Дарманьяка вышла из Эспелета по дороге Гороспил, а сразу за ней последовала дивизия Аббе.

### Восточный хребет

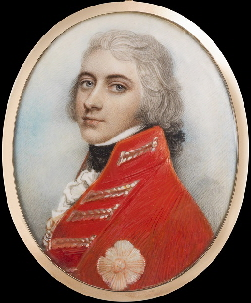
Уильям Генри Прингл

Мойл Шерер, командир пикета на Аретеске, сообщил, что видит движение вдалеке. Офицер штаба, направленный для расследования, отправил туда четыре роты лёгкой пехоты. Это увеличило число защитников холма с 80 до 400 человек. В 10:30 д’Эрлон послал в атаку восемь рот лёгкой пехоты из дивизии Дарманьяка. Вырвавшись из-за укрытия, стрелки бросились вперёд, чтобы окружить Аретеск; за ними следовал 16-й лёгкий пехотный полк в колонне. Хоть и застигнутые врасплох, британские защитники отбили несколько волн нападающих, но пока они сражались, дивизия Дарманьяка проходила мимо холма к восточному гребню хребта. 8-й пехотный полк окружил холм, чтобы никто не смог убежать. После 45 минут боев британские роты лёгкой пехоты и пикет были уничтожены; 260 человек было убито и ранено, а шесть офицеров и 140 рядовых были захвачены в плен ранеными.
Прингл направил свои силы на соединение с бригадой Кэмерона в западной части хребта Майя. Батальоны бригады Прингла поднялись по крутой дороге к восточному краю хребта, вступив в бой поодиночке. 34-й пехотный полк прибыл первым, но не смог оттеснить французов от гребня хребта. Ветеран 34-го позже вспоминал: «Проход был узким, крутым и утомительным, тяжелая поклажа и измотанные люди. Мы спешили изо всех сил, но опоздали — наши товарищи [то есть лёгкие пехотные роты] все были убиты, ранены или попали в плен». Лишь после 11:00 португальские пушки открыли огонь — сигнал о том, что перевал Майя подвергся нападению. Прингл приказал 50-му пехотному полку из бригады Кэмерона двинуться на восток вдоль хребта, чтобы оттеснить батальоны Дарманьяка. 39-й и 28-й пехотные полки атаковали дивизию Дарманьяка из долины вторым и третьим, соответственно.
Когда 50-й пехотный был отброшен, Прингл послал правое крыло 92-го пехотного полка (Горцы Гордона), почти 400 человек, чтобы атаковать войска Дарманьяка. Британский генерал лично координировал атаку 92-го с атакой 28-го полка, который только что добрался до хребта Майя. Горцы и французы вступили в эпический мушкетный поединок на расстоянии 120 ярдов (110 м). Французы, вероятно, также несли большие потери, но в конце концов одолели численно уступающих им англичан. Полубатальон горцев потерял 60 % состава и был вынужден отступить на запад, присоединившись к уже сплотившемуся 50-му пехотному. Примерно в это же время 28-й пехотный начал отступать под гору в сторону деревни Майя; к нему присоединились 34-й пехотный и, возможно, 39-й пехотный полки из бригады Прингла.

### Западный хребет

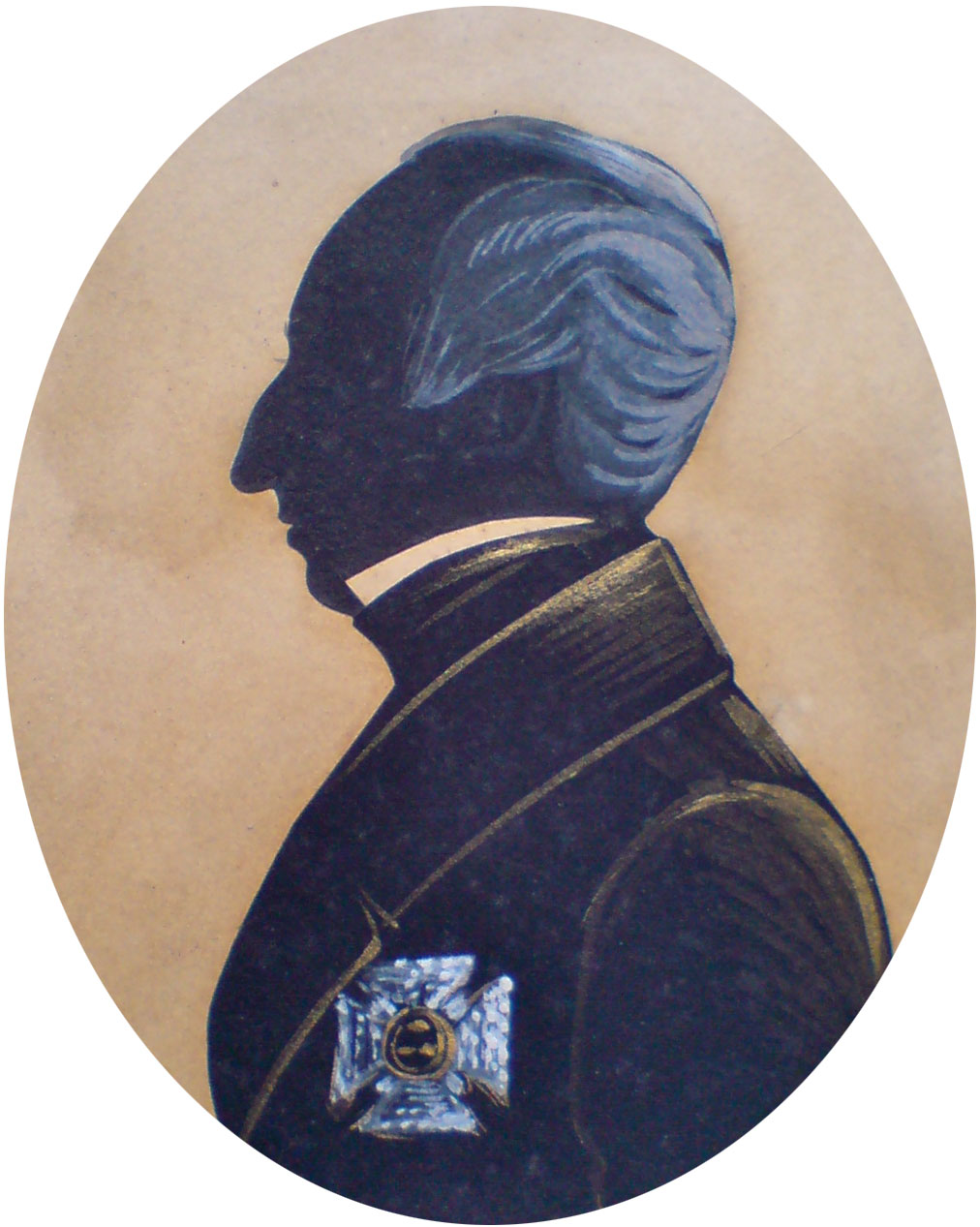
Джон Кэмерон

Д’Эрлон послал два батальона вниз по склону холма, чтобы принудить бригады Прингла к быстрому отступлению. Бо́льшая часть дивизии Дарманьяка начала наступать на запад вдоль вершины хребта. К этому времени по главной дороге подошла дивизия Марансена, в то время как дивизия Аббе собралась позади Дарманьяка. Перед лицом этой угрозы Кэмерон послал правое крыло 71-го пехотного (горцев), чтобы остановить дивизию Дарманьяка. 71-й начал с весьма эффективного залпа, но французы открыли ответный огонь, пытаясь окружить горцев с обеих сторон, что заставило их отступить. В 14:00 наконец появился Стюарт, застав британские войска в критическом положении. Видя, что перевал утерян, он отдал приказ отходить от гребня и выстроиться в новую линию. Он надеялся, что ему поможет 7-я дивизия, которой Прингл направил отчаянный призыв о помощи.
Воспользовавшись замешательством противника, французы захватили у отступающих португальских артиллеристов две пушки. Экипажи двух других пушек, увидев, что их собираются захватить, свалили орудия в овраг. Это были единственные орудия, захваченные у Веллингтона на поле битвы; вину за это он возложил на Стюарта, который отменил более ранний приказ Прингла об отводе орудий. Дивизия Дарманьяка, изрядно потрёпанная в битве, была заменена на дивизию Марансена, при поддержке дивизии Аббе. Войскам Марансена для подхода и развёртывания на вершине понадобилось время, и в бою на полчаса наступило затишье. Под горой Стюарт также перестраивал свои войска. Первым эшелоном он выставил поперёк главной дороги левые крылья 71-го и 92-го пехотных полков. Одна рота 92-го пехотного была размещена на крутом холме слева. Второй эшелон был на расстоянии в 300 ярдов (274 м) позади первого. Он был сформирован из правых крыльев 71-го и 50-го пехотных полков.
После 15:00 дивизия Марансена начала наступление на новую позицию Стюарта. Первая шеренга выпустила залп, затем отступила за вторую и перестроилась. Затем новая первая шеренга сделала то же самое. Во время этой атаки бригада Кэмерона отступила примерно на 0,5 мили (0,80 км). Когда были захвачены лагеря 71-го и 92-го пехотных полков, многие французские солдаты покинули строй, чтобы начать грабить палатки. Помимо этого, французский строй был нарушен самими рядами британских палаток, и это вызвало новую паузу в бою. Около 16:30 дивизия Марансена снова двинулась вперёд, но внезапно была остановлена контратакой вновь прибывшего батальона из 82-го пехотного полка. Этот батальон из 7-й дивизии находился неподалеку и, наконец, получил разрешение вступить в бой. Через некоторое время французы сгруппировались и снова начали оттеснять своих противников. Примерно в это же время Стюарт был ранен в ногу, но настоял на том, чтобы остаться на поле боя.
В 6 часов вечера на поле битвы с запада прибыли 6-й пехотный полк и чёрные брауншвейгцы из бригады Эдварда Барнса. Проходя вдоль западной части «Пути англичанина», 1500 солдат этих подразделений нанесли удар по дивизии Марансена с неожиданного для тех направления. Батальон 103-й пехотного линейного полка понёс большие потери, потеряв 15 из 20 офицеров. 82-й пехотный и оставшиеся в живых из бригады Кэмерона сплотились и снова начали атаку, оттесняя ошеломлённых солдат Марансена на гору. Наконец, д’Эрлон бросил в бой одну из свежих бригад Аббе, за которой сплотились войска Марансена. Командующий французским корпусом также отозвал одну из бригад Дарманьяка, которая преследовала бригаду Прингла. Опасаясь, что ему противостоят две полные дивизии, д’Эрлон отказался пускать в атаку дивизию Аббе. Битва прекратилась около 20:00; французы овладели перевалом Майя, но британцы находились на позиции поблизости.

## Итог
Хилл прибыл на поле битвы вскоре после прекращения боевых действий. Он уже знал об отчёте Лоури Коула Веллингтону, в котором сообщалось о битве при Ронсевале в тот же день. Коул писал, что на него напали 35 тыс. французских солдат, и он был вынужден отступить на юг в сторону Памплоны. Поскольку Ронсеваль был занят французами, Хилл приказал Стюарту и Барнсу отступать. В полночь они ускользнули от противника и пошли к Элизондо. Британцы сражались в течение десяти часов, а путь предстоял нелёгкий, поэтому тяжело раненых пришлось оставить. В то утро д’Эрлон ожидал ещё одной схватки, поэтому французы начали преследование британцев лишь после восхода солнца. Д’Эрлон сообщил, что одержал победу, но в весьма сдержанных выражениях. Историк Майкл Гловер указал, что «защита Стюарта была неумелой».
Войска Дарманьяка потеряли 1400 человек из 6900, Марансена — 600 из 6000, Аббе — 100 из 8000, включая раненного командира бригады Антуана Риню. Бригада Кэмерона потеряла 800 человек из 1900, бригада Прингла — 530 из 2000, а бригада Барнса плюс 82-й пехотный потеряли только 140. В сражении участвовало 6 тыс. британских солдат; было потеряно четыре орудия. Историк Дигби Смит назвал битву при Майя победой британцев. Британские потери: 144 убитых, 994 раненых и 350 пропавших без вести, в общей сложности 1488. Португальские потери не были указаны. Позже Веллингтон признал, что разделение сил для одновременной осады Сан-Себастьяна и Памплоны было «одной из величайших ошибок, которые он когда-либо совершал на войне».

## Силы сторон

### Боевой порядок французов
| Корпус                                             | Дивизия                                                  | Численность | Потери | Бригада                               | Подразделение                             |
| -------------------------------------------------- | -------------------------------------------------------- | ----------- | ------ | ------------------------------------- | ----------------------------------------- |
| Центр: Дивизионный генерал Жан-Батист Друэ д’Эрлон | 2-я дивизия: Дивизионный генерал Жан Бартелеми Дарманьяк | 6961        | 1400   | Бригадный генерал Давид Хендрик Шассе | 16-й легкий пехотный полк, 1 батальон     |
| Центр: Дивизионный генерал Жан-Батист Друэ д’Эрлон | 2-я дивизия: Дивизионный генерал Жан Бартелеми Дарманьяк | 6961        | 1400   | Бригадный генерал Давид Хендрик Шассе | 8-й линейный пехотный полк, 1 батальон    |
| Центр: Дивизионный генерал Жан-Батист Друэ д’Эрлон | 2-я дивизия: Дивизионный генерал Жан Бартелеми Дарманьяк | 6961        | 1400   | Бригадный генерал Давид Хендрик Шассе | 28-й линейный пехотный полк, 2 батальона  |
| Центр: Дивизионный генерал Жан-Батист Друэ д’Эрлон | 2-я дивизия: Дивизионный генерал Жан Бартелеми Дарманьяк | 6961        | 1400   | Бригадный генерал Николя Груарде      | 51-й линейный пехотный полк, 1 батальон   |
| Центр: Дивизионный генерал Жан-Батист Друэ д’Эрлон | 2-я дивизия: Дивизионный генерал Жан Бартелеми Дарманьяк | 6961        | 1400   | Бригадный генерал Николя Груарде      | 54-й линейный пехотный полк, 1 батальон   |
| Центр: Дивизионный генерал Жан-Батист Друэ д’Эрлон | 2-я дивизия: Дивизионный генерал Жан Бартелеми Дарманьяк | 6961        | 1400   | Бригадный генерал Николя Груарде      | 75-й линейный пехотный полк, 2 батальона  |
| Центр: Дивизионный генерал Жан-Батист Друэ д’Эрлон | 3-я дивизия: Дивизионный генерал Луи Жан Николя Аббе     | 8030        | 100    | Бригадный генерал Антуан Риню         | 27-й легкий пехотный полк, 1 батальон     |
| Центр: Дивизионный генерал Жан-Батист Друэ д’Эрлон | 3-я дивизия: Дивизионный генерал Луи Жан Николя Аббе     | 8030        | 100    | Бригадный генерал Антуан Риню         | 63-й линейный пехотный полк, 1 батальон   |
| Центр: Дивизионный генерал Жан-Батист Друэ д’Эрлон | 3-я дивизия: Дивизионный генерал Луи Жан Николя Аббе     | 8030        | 100    | Бригадный генерал Антуан Риню         | 64-й линейный пехотный полк, 2 батальона  |
| Центр: Дивизионный генерал Жан-Батист Друэ д’Эрлон | 3-я дивизия: Дивизионный генерал Луи Жан Николя Аббе     | 8030        | 100    | Бригадный генерал Шарль-Франсуа Ремон | 5-й легкий пехотный полк, 2 батальона     |
| Центр: Дивизионный генерал Жан-Батист Друэ д’Эрлон | 3-я дивизия: Дивизионный генерал Луи Жан Николя Аббе     | 8030        | 100    | Бригадный генерал Шарль-Франсуа Ремон | 94-й линейный пехотный полк, 2 батальона  |
| Центр: Дивизионный генерал Жан-Батист Друэ д’Эрлон | 3-я дивизия: Дивизионный генерал Луи Жан Николя Аббе     | 8030        | 100    | Бригадный генерал Шарль-Франсуа Ремон | 95-й линейный пехотный полк, 1 батальон   |
| Центр: Дивизионный генерал Жан-Батист Друэ д’Эрлон | 6-я дивизия: Дивизионный генерал Жан-Пьер Марансен       | 5966        | 600    | Бригадный генерал Луи-Поль Бай        | 21-й легкий пехотный полк, 1 батальон     |
| Центр: Дивизионный генерал Жан-Батист Друэ д’Эрлон | 6-я дивизия: Дивизионный генерал Жан-Пьер Марансен       | 5966        | 600    | Бригадный генерал Луи-Поль Бай        | 24-й линейный пехотный полк, 1 батальон   |
| Центр: Дивизионный генерал Жан-Батист Друэ д’Эрлон | 6-я дивизия: Дивизионный генерал Жан-Пьер Марансен       | 5966        | 600    | Бригадный генерал Луи-Поль Бай        | 96-й линейный пехотный полк, 1 батальон   |
| Центр: Дивизионный генерал Жан-Батист Друэ д’Эрлон | 6-я дивизия: Дивизионный генерал Жан-Пьер Марансен       | 5966        | 600    | Бригадный генерал Жорж Алексис Мокери | 28-й легкий пехотный полк, 1 батальон     |
| Центр: Дивизионный генерал Жан-Батист Друэ д’Эрлон | 6-я дивизия: Дивизионный генерал Жан-Пьер Марансен       | 5966        | 600    | Бригадный генерал Жорж Алексис Мокери | 101-й линейный пехотный полк, 2 батальона |
| Центр: Дивизионный генерал Жан-Батист Друэ д’Эрлон | 6-я дивизия: Дивизионный генерал Жан-Пьер Марансен       | 5966        | 600    | Бригадный генерал Жорж Алексис Мокери | 103-й линейный пехотный полк, 1 батальон  |

### Боевой порядок союзников
| Корпус                                      | Дивизия                                                         | Бригада                           | Численность                      | Потери   |
| ------------------------------------------- | --------------------------------------------------------------- | --------------------------------- | -------------------------------- | -------- |
| Корпус Хилла: генерал-лейтенант Роланд Хилл | 2-я дивизия: генерал-лейтенант Уильям Стюарт                    | Генерал-майор Уильям Генри Прингл | 28-й пехотный полк, 1-й батальон | 159      |
| Корпус Хилла: генерал-лейтенант Роланд Хилл | 2-я дивизия: генерал-лейтенант Уильям Стюарт                    | Генерал-майор Уильям Генри Прингл | 34-й пехотный полк, 2-й батальон | 168      |
| Корпус Хилла: генерал-лейтенант Роланд Хилл | 2-я дивизия: генерал-лейтенант Уильям Стюарт                    | Генерал-майор Уильям Генри Прингл | 39-й пехотный полк, 1-й батальон | 186      |
| Корпус Хилла: генерал-лейтенант Роланд Хилл | 2-я дивизия: генерал-лейтенант Уильям Стюарт                    | Генерал-майор Уильям Генри Прингл | 60 фут, 5 батальон, 1 рота       | 44       |
| Корпус Хилла: генерал-лейтенант Роланд Хилл | 2-я дивизия: генерал-лейтенант Уильям Стюарт                    | Генерал-майор Уильям Генри Прингл | Португальская батарея Да Куньи   | 15       |
| Корпус Хилла: генерал-лейтенант Роланд Хилл | 2-я дивизия: генерал-лейтенант Уильям Стюарт                    | подполковник Джон Кэмерон         | 50-й пехотный полк, 1-й батальон | 249      |
| Корпус Хилла: генерал-лейтенант Роланд Хилл | 2-я дивизия: генерал-лейтенант Уильям Стюарт                    | подполковник Джон Кэмерон         | 71-й пехотный полк, 1-й батальон | 196      |
| Корпус Хилла: генерал-лейтенант Роланд Хилл | 2-я дивизия: генерал-лейтенант Уильям Стюарт                    | подполковник Джон Кэмерон         | 92-й пехотный полк, 1-й батальон | 343      |
| Корпус Хилла: генерал-лейтенант Роланд Хилл | 2-я дивизия: генерал-лейтенант Уильям Стюарт                    | подполковник Джон Кэмерон         | 60 фут, 5 батальон, 1 рота       | см. выше |
| Корпус Хилла: генерал-лейтенант Роланд Хилл | 7-я дивизия: генерал-лейтенант Джордж Рамсей, 9-й граф Далхаузи | Генерал-майор Эдвард Барнс        | 6-й пехотный полк, 1-й батальон  | 21       |
| Корпус Хилла: генерал-лейтенант Роланд Хилл | 7-я дивизия: генерал-лейтенант Джордж Рамсей, 9-й граф Далхаузи | Генерал-майор Эдвард Барнс        | «Чёрные брауншвейгцы»            | 41       |
| Корпус Хилла: генерал-лейтенант Роланд Хилл | 7-я дивизия: генерал-лейтенант Джордж Рамсей, 9-й граф Далхаузи |                                   | 82-й пехотный полк, 1-й батальон | 79       |